# Arne Nordheim
Arne Nordheim, född 20 juni 1931 i Larvik, död 5 juni 2010 i Oslo, var en norsk kompositör.

## Biografi
Nordheim arbetade framför allt med orkesterverk, men gjorde även filmmusik.
Nordheim fick ett internationellt genombrott 1961 med Canzona per orchestra, och har också skrivit balettmusik, t. ex. Katharsis och verk med både elektroniska och konkreta inslag.

## Priser och utmärkelser
- 1972 – Nordiska rådets musikpris för Eco för sopransolo, blandad kör och orkester
- 1975 – Ledamot nr 372 av Kungliga Musikaliska Akademien
- 1981 – Lindemanprisen
- 1990 – Norsk kulturråds ærespris
- 1993 – Henrik Steffens-prisen
- 1997 – Anders Jahres kulturpris
- 2001 – Oslo bys kulturpris
- 2001 – Vestfold fylkeskommunes Kunstnerpris
- 2004 –  Kommendör  med kraschan av Sankt Olavs orden
- 2006 – Edvard-prisen för FONOS
- 2006 – Hedersdoktor vid Norges Musikhögskola
- Asteroiden 3457 Arnenordheim[9]

## Verk (urval)
- Essay för stråkkvartett (1954)
- Stråkkvartett (1956)
- Nachruf för orkester (1956, rev. 1975)
- Rendezvous för stråkar (1956)
- Canzona per orchestra (1961)
- Epitaffio för orkester (1963, rev. 1978)
- Eco för sopran, barnkör och orkester (1967)
- Solitaire, elektroakustisk musik (1968)
- Listen för piano (1971)
- OHM (1971)
- Greening för orkester (1973)
- Solar Plexus för piano, saxofon och slagverk (1973)
- Spur för accordion och orkester (1975)
- The Tempest, balett efter William Shakespears drama (1979)
- The Tempest, svit för sopran, baryton och orkester (1979)
- Clamavi för cello (1980)
- Nedstigningen för solister, kör och orkester (1980)
- Tenebrae för cello och orkester (1982)
- Aurora för 2 sopraner, tenor, bas och kör (1983, rev. 1984)
- Wirklicher Wald för sopran, cello och orkester (1983)
- Klokkesong (1984)
- Boomerang för oboe och orkester (1985)
- Lamentationes för alt, sopran, bas, tenor och orkester (1985)
- Partita for Paul för violin (1985)
- Silver Key för flickkör (1985)
- Rendezvous för orkester (1986)
- The Return of the Snark för trombon (1987)
- Magma för orkester (1988)
- Tre voci för sopran och orkester (1988)
- Response för slagverk (1990)
- Draumkvedet (1994)
- Violinkonsert (1996)
- Violinkonsert (1997)

## Filmmusik (urval)
- 1981 – Förföljelsen